# Baggy Trousers
Baggy Trousers è un singolo del gruppo musicale britannico Madness, pubblicato nel 1980 ed estratto dall'album Absolutely.

## Tracce
1. Baggy Trousers – 2:46 (Graham McPherson, Chris Foreman)
2. The Business – 3:14 (Mike Barson)